# 比尔·沃顿
威廉·西奥多·沃顿三世（英語：William Theodore Walton III，1952年11月5日—2024年5月27日），暱稱紅色巨人，為前美國NBA聯盟的職業籃球運動員及電視評論員，場上位置為中鋒。被普遍認為是聯盟歷史中最偉大的長人中鋒球員之一，但職業生涯期間經常受到傷病困擾（左腳骨骨折），使他在十三年職業生涯中僅出賽468場，出賽率只有44%。
比尔·沃顿在1974年NBA选秀中於第一轮第一順位以状元的身份被波特兰开拓者选中，十三年职业生涯曾效力過波特兰开拓者、聖地牙哥快艇（现洛杉矶快船）以及波士顿凯尔特人，期間兩次夺得NBA总冠军（1977年和1986年），1977年当选NBA总决赛最有價值球員、NBA籃板王、NBA阻攻王并入选NBA最佳阵容三阵，1978年当选NBA常规赛MVP并入选NBA最佳阵容一阵，2次入选NBA最佳防守陣容第一隊（1977－78），2次入选NBA全明星賽（1977－78），1986年当选NBA年度最佳第六人。
1987年6月14日，年僅34岁的比尔·沃顿因深受伤病困擾而宣布退休。他是聯盟史上唯二（另一位為詹姆斯·哈登）同时获得NBA年度最佳第六人和NBA最有價值球員的球員。華頓曾於1990年尝试复出，但因严重的傷勢而以失败告终。1993年，華頓入选奈史密斯篮球名人纪念堂。1996年成為NBA50週年紀念隊成員之一。他的32号球衣也被波特蘭拓荒者退役。
2024年5月27日因大腸癌過世，享壽71歲。

## 早年經歷

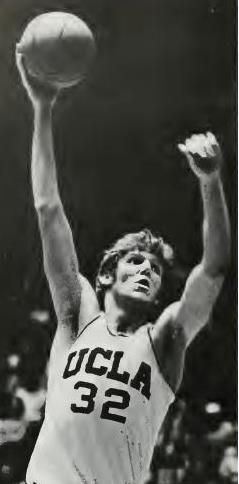
大學時期的華頓。

1952年11月5日，比尔·沃顿出生于加利福尼亞州拉米薩的一个中产阶级家庭。相对于体育而言，比尔·沃顿的父亲泰德更加沉醉于音乐和文学，因此，泰德从来没有发现沃顿拥有篮球方面的天赋。
在高中阶段，比尔·沃顿效力于海里克斯高中。他率领球队在1969和1970年都赢得了全美高中比赛冠军，并在两连冠期间取得了33胜0负的战绩，比尔·沃顿本人也获得了每场29分25个篮板的华丽的技术统计。当他毕业时，几乎所有的大学都给沃顿提供了奖学金的入学邀请。 最后比尔·沃顿选择了由传奇教练约翰·伍登執教的加州大学洛杉矶分校。
比尔·沃顿的大学时代是在著名加州大学洛杉矶分校中度过的，当时全美最佳教练约翰·伍登，在4年之间给比尔·沃顿日后参加职业联赛打下了良好的技术基础。比尔·沃顿连续三年都被评为美国大学最杰出球员。
比尔·沃顿在1972和1973年率领加州大学洛杉矶分校篮球队赢得了两座NCAA的冠军奖杯。也创下了大学生涯比赛86胜4负的辉煌记录。比尔·沃顿在UCLA赢得了三次最佳球员的称号，连续三年获得了NCAA第一等级的最佳球员称号。
1973年比尔·沃顿在以87-66战胜孟菲斯州立大学队的比赛中，以22投21中的驚人命中率拿下44分，加利福尼亚大学洛杉矶分校的连胜纪录一直持续了88场，一直到1974年1月19日，以70-71负于诺特丹大学之后才宣告终结。加上高中的连胜，沃顿所率领的球队一共取得了129场连胜。
在大学的三年中，沃顿的球队取得了86胜4负战绩，他个人的总分也达到了1767分（场均：20.3分），抢得1370个篮板（场均：15.7板，打破了贾巴尔保持的NCAA纪录），投篮命中率65.1%（NCAA历史第二）。

## 職業生涯

### 波特蘭拓荒者（1974-1978）

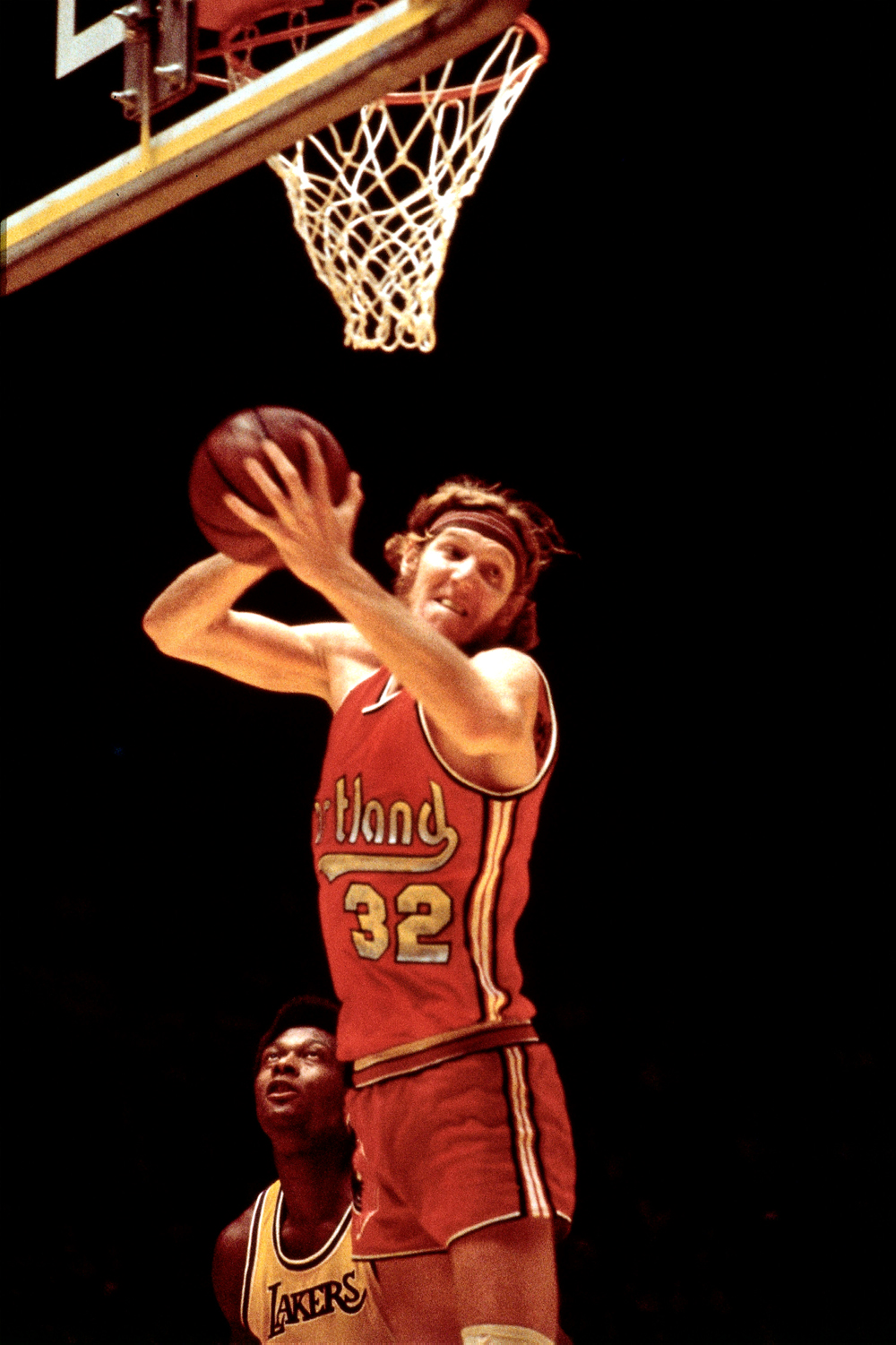
華頓在波特蘭拓荒者

在離開大學後，華頓參加了1974年NBA选秀，且於選秀大會上被波特兰开拓者以首轮第一順位用状元选中。在當時他被譽為波特蘭的救世主。在華頓的新秀賽季，立即讓人感受到他的巨星潛能。當時的湖人總教練比尔·沙尔曼（Bill Sharman）便把華頓和自己的前隊友比尔·羅素（Bill Russell）相提並論。然而，隨後大小不斷的傷病，讓沃頓大部分時間只能坐在板凳上。他的前兩個賽季都因受傷緣故而缺席許多賽事，使得拓荒者連續兩年都未能晉級季后賽。
1976–77賽季是華頓事業上的高峰，他已經能夠健康地出席65場比賽。在新任總教練傑克·拉姆齊（Jack Ramsay）的帶領下，拓荒者成為了西區的新興勁旅。華頓本賽季的場均籃板數和阻攻數均領先全聯盟，生涯首次入選NBA全明星賽，但最後因受傷未能參賽。華頓因其常規賽的優異成績而入選NBA最佳防守陣容第一隊和NBA年度第二隊。在季后賽中，華頓率領波特蘭拓荒者先後擊敗天才橫溢的丹佛金塊队和由另一傳奇中鋒（Kareem Abdul-Jabbar）率領的洛杉磯湖人，並在總決賽中，從落後場數0-2的情況下，帶領球隊以4-2反勝費城七六人，華頓亦獲得NBA總決賽最有價值球員獎項。

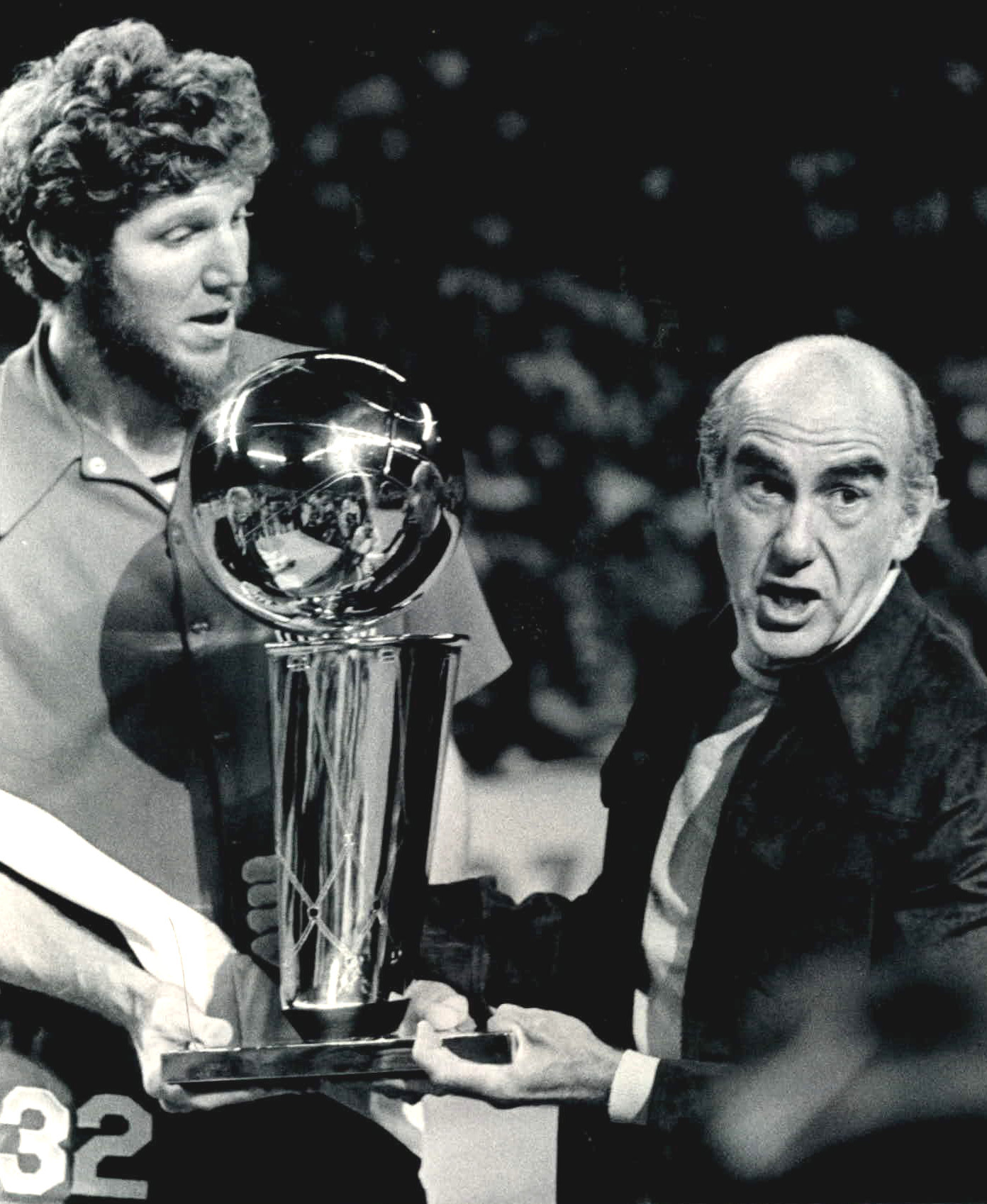
手持冠軍獎盃的華頓

1977–78賽季，華顿在常规赛中取得场均18.9分和5次助攻，为职业生涯最高。这一年，他入选了NBA年度第一隊，同时他在这个赛季中还有着场均13.2次篮板和2.5次阻攻。但仍因为伤病緣故只出场了58次，在一个50胜10负的开局后，沃顿率领的开拓者以58胜24敗结束了這個賽季，并且在西部半决赛中折戟沉沙。
可是隨後由於華頓的腳傷，讓他無法再奪總冠軍，華頓亦與球隊鬧不快，甚至對簿公堂。經過一年休養後，華頓於1979年轉投聖地牙哥快艇隊，但卻有不少質疑他能否繼續在聯盟生存的聲音。華頓在快艇隊的最初兩年亦只曾分別打過14和33場。
經過多時的治療後，華頓最終重返球場，而他仍然希望能再奪總冠軍。1985年，華頓被交易至波士頓賽爾提克隊，這不但完成他的兒時夢想，更讓他的出賽率達到生涯新高80場──儘管他只是當凯文·麦克海尔 (Kevin McHale) 和罗伯特·帕里什 (Robert Parish) 的替補。他亦於該年獲得最佳第六人獎，並協助球隊奪冠。

### 退休後
球員時代的華頓曾被批評不善與傳媒溝通，他自己歸咎於不擅辭令。但自1991年起，華頓開始擔任電視台球評至今，已是全國知名的電視籃球評述員。

## 成就／榮譽

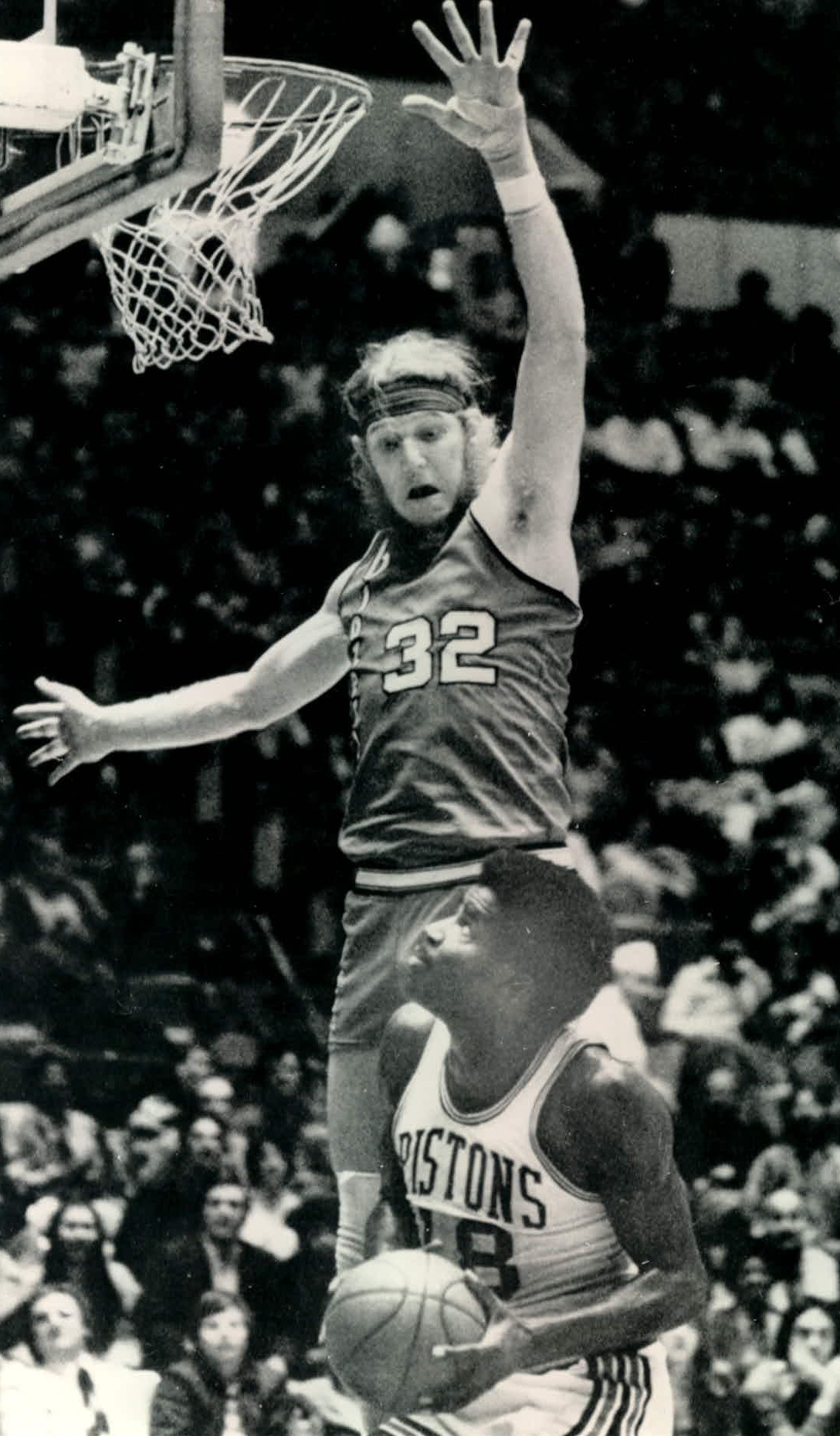
華頓防守柯提斯·洛威

### NBA成就
- 2次NBA總冠軍：1977，1986
- 1次NBA最有價值球員：1978
- 1次NBA總決賽最有價值球員：1977
- 2次NBA全明星球員：1977，1978
- 1次NBA最佳第六人：1986
- 2次NBA最佳陣容： 
  - NBA第一陣容：1978
  - NBA第二陣容：1977
- 2次NBA最佳防守陣容：1977，1978
- NBA名人堂：1993
- NBA50大巨星：1996
- NBA75大巨星：2021

### NBA生涯紀錄
- NBA總冠軍賽單場封截第一（8個）

## NBA生涯數據

### NBA常规賽數據統計
| 賽季     | 球隊           | 出賽 | 先發 | 平均上場時間(分鐘) | 投籃命中率(%) | 三分球命中率(%) | 罰球命中率(%) | 平均籃板 | 平均助攻 | 平均抄截 | 平均阻攻 | 平均得分 |
| -------- | -------------- | ---- | ---- | ------------------ | ------------- | --------------- | ------------- | -------- | -------- | -------- | -------- | -------- |
| 1974–75  | 波特蘭拓荒者   | 35   | ...  | 32.9               | 51.3          | ...             | 68.6          | 12.6     | 4.8      | 0.8      | 2.7      | 12.8     |
| 1975–76  | 波特蘭拓荒者   | 51   | ...  | 33.1               | 47.1          | ...             | 58.3          | 13.4     | 4.3      | 1.0      | 1.6      | 16.1     |
| 1976–77† | 波特蘭拓荒者   | 65   | ...  | 34.8               | 52.8          | ...             | 69.7          | 14.4*    | 3.8      | 1.0      | 3.2*     | 18.6     |
| 1977–78  | 波特蘭拓荒者   | 58   | ...  | 33.3               | 52.2          | ...             | 72.0          | 13.2     | 5.0      | 1.0      | 2.5      | 18.9     |
| 1979–80  | 聖地牙哥快艇   | 14   | ...  | 24.1               | 50.3          | ...             | 59.3          | 9.0      | 2.4      | .6       | 2.7      | 13.9     |
| 1982–83  | 聖地牙哥快艇   | 33   | 32   | 33.3               | 52.8          | ...             | 55.6          | 9.8      | 3.6      | 1.0      | 3.6      | 14.1     |
| 1983–84  | 聖地牙哥快艇   | 55   | 46   | 26.8               | 55.6          | 0.0             | 59.7          | 8.7      | 3.3      | 0.8      | 1.6      | 12.1     |
| 1984–85  | 洛杉磯快艇     | 67   | 37   | 24.6               | 52.1          | 0.0             | 68.0          | 9.0      | 2.3      | 0.7      | 2.1      | 10.1     |
| 1985–86† | 波士頓塞爾提克 | 80   | 2    | 19.3               | 56.2          | ...             | 71.3          | 6.8      | 2.1      | 0.5      | 1.3      | 7.6      |
| 1986–87  | 波士頓塞爾提克 | 10   | 0    | 11.2               | 38.5          | ...             | 53.3          | 3.1      | 0.9      | 0.1      | 1.0      | 2.8      |
| 生涯     |                | 468  | 117  | 28.3               | 52.1          | 0.0             | 66.0          | 10.5     | 3.4      | 0.8      | 2.2      | 13.3     |
| 明星賽   |                | 1    | 1    | 31.0               | 42.9          | ...             | 100.0         | 10.0     | 2.0      | 3.0      | 2.0      | 15.0     |

### NBA季後賽數據統計
| 季後賽   | 球隊           | 出賽 | 先發 | 平均上場時間(分鐘) | 投籃命中率(%) | 三分球命中率(%) | 罰球命中率(%) | 平均籃板 | 平均助攻 | 平均抄截 | 平均阻攻 | 平均得分 |
| -------- | -------------- | ---- | ---- | ------------------ | ------------- | --------------- | ------------- | -------- | -------- | -------- | -------- | -------- |
| 1976–77† | 波特蘭拓荒者   | 19   | ...  | 39.7               | 50.7          | ...             | 68.4          | 15.2     | 5.5      | 1.1      | 3.4      | 18.2     |
| 1977–78  | 波特蘭拓荒者   | 2    | ...  | 24.5               | 61.1          | ...             | 71.4          | 11.0     | 2.0      | 1.5      | 1.5      | 13.5     |
| 1985–86† | 波士頓塞爾提克 | 16   | 0    | 18.2               | 58.1          | 0.0             | 82.6          | 6.4      | 1.7      | 0.4      | 0.8      | 7.9      |
| 1986–87  | 波士頓塞爾提克 | 12   | 0    | 8.5                | 48.0          | ...             | 35.7          | 2.6      | 0.8      | 0.3      | 0.3      | 2.4      |
| 生涯     |                | 49   | 0    | 24.4               | 52.5          | 0.0             | 67.3          | 9.1      | 3.0      | 0.7      | 1.7      | 10.8     |

## 家庭
華頓有四個兒子，其中第四子卢克·沃顿是洛杉磯湖人、沙加緬度國王的前總教練